# Von Löwenburg
von Löwenburg var en svensk adelsätt.

## Historik
Överstelöjtnanten Erik Valentin adlades 18 augusti 1668 till von Löwenburg. Adelsätten introducerades samma år i Sveriges Riddarhus.